# Шандор Катона
Шандор Катона (мађ. Katona Sándor; Будимпешта, 21. фебруар 1943 — Будимпешта, 16. мај 2009) је био фудбалер, нападач, члан Олимпијске репрезентације Мађарске и играо је на позицији центарфора.

## Каријера

### Клуб
Играо је за Тереквеш до 1961. године, након чега је прешао у Кишпешт где је забележио 11 голова на 104 првенствене утакмице. Са Хонведом је два пута заузео друго место у лиги и једном је победио у купу. Од 1967. године, наступао је за Ференцварош, остварујући велике успехе. Два пута је освојио шампионат, једном био другопласирани и освојио треће место са зелено-белима. У сезони 1967-1968, достигао је финале Купа сајамских градова са Фрадијем. Своју последњу сезону одиграо је за ВМ Еђетертш у сезони 1971-1972.

### Репрезентација
У олимпијском тиму Мађарске је током 1964. године наступио 5 пута и током квалификација није постигао ни један гол. Био је члан тима који је освојио златну олимпијску медаљу у Токију.

## Достигнућа
- Прва лига Мађарске у фудбалу
  - шампион: 1967, 1968
- Куп Мађарске у фудбалу (MNK)
  - победник: 1964
- Куп сајамских градова (КСГ)
  - финалиста: 1967/68.